# Sextius kurandae
Sextius kurandae är en insektsart som beskrevs av George Willis Kirkaldy. Sextius kurandae ingår i släktet Sextius och familjen hornstritar. Inga underarter finns listade i Catalogue of Life.